# Пам'ятник Митрополиту Ігнатію (Маріуполь)
Пам'ятник Митрополиту Ігнатію (Маріуполь) — один із монументів, присвячених митрополиту Ігнатію (Ігнатію Гозадіносу), якого вважають одним із засновників Маріуполя. Пам’ятник було встановлено наприкінці 1990-х років на оглядовому майданчику біля Свято-Михайлівського собору в Лівобережному районі міста. 16 квітня 2022 року під час повномасштабного російського вторгнення в Україну пам’ятник було знищено внаслідок артилерійських обстрілів міста російськими військами.

## Історичний контекст
Митрополит Ігнатій народився 1715 року на грецькому острові Кітнос. У 1778 році, за наказом імператриці Катерини II, він очолив переселення християнського грецького населення з Криму до Приазов’я. Саме це переселення поклало початок заснуванню Маріуполя. Попри складнощі з адаптацією переселенців до нових умов, Ігнатій залишився важливою постаттю в історії регіону. Помер він у 1786 році.

## Опис пам’ятника
Пам’ятник являв собою чотириметрову скульптуру митрополита Ігнатія. Він був встановлений за ініціативою міської влади та за підтримки мецената Вадима Новинського. Комплекс включав також інсталяції з написом «Маріуполь» українською та грецькою мовами, а також декоративні елементи в етнічному стилі. Пам’ятник виконував роль в'їзного знака в місто з боку траси Маріуполь—Бердянськ. Урочисте відкриття відбулося у 2018 році за участі представників місцевої влади, а також гостей з Греції та Кіпру.

## Знищення
16 квітня 2022 року, внаслідок масованих артилерійських та авіаційних ударів по цивільній інфраструктурі Маріуполя з боку збройних сил Російської Федерації, пам’ятник митрополиту Ігнатію був повністю зруйнований. Обстріл також пошкодив православну церкву, біля якої стояла скульптура. Міська рада Маріуполя засудила цей акт, назвавши його частиною хаотичного та цілеспрямованого нищення культурної спадщини, релігійних об’єктів і мирного населення міста.